# Anne Bäbi Jowäger (Roman)
Anne Bäbi Jowäger, vollständiger Titel Wie Anne Bäbi Jowäger haushaltet und wie es ihm mit dem Doktern geht ist ein Roman des Schweizer Schriftstellers und Pfarrers Jeremias Gotthelf. Die Erstausgabe erschien 1843.

## Inhalt, Geschichte und Nachwirkung
Die resolute Bäuerin Anne Bäbi Jowäger wohnt mit ihrem Ehemann Hansli in geordneten Verhältnissen im fiktiven Berner Bauerndorf Gutmütigen. Die beiden haben spät geheiratet («weit über die Dreißig hinaus») und sind Eltern eines einzigen Sohnes namens Jakobli. Die Bedeutung des von Hansli öfters gebrauchten Ausrufs «Jo wäger!» erklärt der Sprachwissenschaftler Otto von Greyerz.
Anne Bäbi Jowäger entstand zunächst als Streitschrift gegen Quacksalberei und Aberglauben im Auftrag der Berner Sanitätskommission. Deren Leiter Emanuel Eduard Fueter hatte Gotthelf im Januar 1843 gebeten, eine volkstümliche Schrift gegen das Kurpfuscherwesen zu verfassen. Schliesslich entstand daraus ein zweibändiger Roman mit epischen Beschreibungen der landschaftlichen Schönheiten und des bäuerlichen Lebens im Emmental, der Wirkungsstätte von Pfarrer Bitzius. Die Handlung konzentriert sich mehr und mehr auf Jakobli, der immer wieder unter dem Starrsinn seiner eigenwilligen Mutter zu leiden hat. Als Kind wurde er getreu der Familientradition nicht geimpft, und so erhält er eines Tages die Blattern, die zunächst Sehstörungen und dann lebenslange Gesichtsnarben zur Folge haben, mit denen er für den Rest seines Lebens fertig werden muss. Nach vielem Bangen und weiteren Kalamitäten trifft Jakobli schliesslich auf Meyeli und kann sie auch heiraten, nicht zuletzt gegen den Widerstand seiner Mutter, die als Schwiegertochter lieber ihre Magd Mädi gesehen hätte. Walter Muschg rühmt den Roman als «eine der schönsten schweizerischen Liebesgeschichten».
Am Beispiel des Haushalts der Familie Jowäger und ihres Umfelds prangert Bitzius im Namen der Aufklärung die Impfskepsis, abergläubische Vorstellungen sowie die unlauteren Behandlungsmethoden der Quacksalber an, welche aus dem Leid Profit zogen. Gleichzeitig äussert er aber auch Kritik an der rein naturwissenschaftlichen Aufklärung und den Ärzten, welche ihr Wissen überschätzen, von der Unfehlbarkeit der Wissenschaften überzeugt sind und ob dem Körper die Seele vernachlässigen.
Die Sprache in Anne Bäbi Jowäger ist ein sehr spezifisches Gemisch von Hochdeutsch und Berndeutsch. Der Bericht des Erzählers ist grundsätzlich hochdeutsch. Die direkte Rede der Bauern in Gutmütigen wird hauptsächlich auf Berndeutsch wiedergegeben, als Stilisierung der Haltung der Landbevölkerung gegenüber derjenigen der «liberalen Zeitungsschreiber». Für Leser, die des Berndeutschen nicht mächtig sind, stellt diese Konstellation eine schwer zu überwindende Hürde dar. Walter Muschg schreibt dazu: «Nur ein Schweizer kann die Fülle seiner barbarischen Sprache ermessen.»
Anne Bäbi Jowäger wurde mehrfach verfilmt, am bekanntesten wurden die Heimatfilme unter der Regie von Franz Schnyder.

## Kapitelüberschriften
Die einzelnen Kapitel tragen folgende Überschriften:
1. Anne Bäbi marschiert auf samt seiner ganzen Haushaltung
2. Wie Jakobli unterwiesen wird und die Mutter mit ihm spazieren geht
3. Wie Jakobli eine Krankheit kriegt und eine Jungfere ein Doktor wird
4. Wie Jakobli aus der Krankheit kömmt und die Eltern zu Trost
5. Anne Bäbi vernimmt was Neus, und ein Professor muß sich verwundern
6. Mädi geht auf Reisen und bekömmt Gedanken
7. Die Gedanken machen dem Mädi übel und das Elixier dem Jakobli
8. Anne Bäbi bekömmt Einfälle und fährt zMärit
9. Wie man grusam suchen kann und ungsinnet finden
10. Anne Bäbi fährt auf die Gschaui und hat große Freude; aber Jakobli läuft durch eine Mistgülle, und das Herz tut ihm weh
11. Wie das Weibervolk es erfahren muß, daß das Mannevolk es nicht fassen tut
12. Anne Bäbi erfährt es, was Kaltschmieden ist
13. Wie Jakobli auf die Gschaui reiset
14. Auf der Heimreise erlebt Jakobli Geschichten
15. Als Jakobli heimkömmt, kriegt er Räte
16. Wie Jakobli ob dem Raten krank wird und Anne Bäbi für die Krankheit keinen Doktor findet
17. Wie endlich Anne Bäbi Gesandte ausschicket, und was für Bericht sie bringen
18. Jetzt geht der Katze das Haar aus
19. Wie dem Mädi die Augen aufgesprengt werden und Hansli auf die Mähre hocket und um Rat ausreitet
20. Wie Jakobli selbst auf die Beine muß und zu einer Braut kömmt
21. Wie dem Jakobli ein Meitschi vom Wirtshaus ins Pfarrhaus hilft
22. Der Verfasser macht Betrachtungen, Zyberlihogerbauern möchten zDorf, und Anne Bäbi tut wüst
23. Hansli faßt einen Entschluß und redet wie ein Buch, tröstet ein Meitschi und kauft eine Kuh
24. Es wird dargetan, wie Hochzeithalten kein Narrenwerk ist